# Best of Panic
《Best of Panic》은 음악그룹 패닉의 히트곡을 모은 컴필레이션 음반이다.

## 음반
이 음반은 패닉의 베스트음반이긴 하지만, 1998년 발매했던 세 번째 음반 활동을 끝으로 각자의 활동에 주력하던 두 멤버 이적과 김진표의 의사와는 무관하게 소속사에서 상의도 없이 그동안 패닉이 발표해온 3장의 앨범중에서 16곡을 간추려 수록, 발매한 것이다. 당시 이적은 공익근무요원으로 근무하고 있었다. 김진표는 자신의 홈페이지 JPHOLE을 통해 이에 대해서 유감을 표한 바가 있다.

## 수록곡
| #   | 제목                                 | 재생 시간 |
| --- | ------------------------------------ | --------- |
| 1.  | 〈Panicillin Shock〉                 | 1:28      |
| 2.  | 〈UFO〉                              | 4:25      |
| 3.  | 〈달팽이〉                           | 4:55      |
| 4.  | 〈아무도〉                           | 3:17      |
| 5.  | 〈내 낡은 서랍 속의 바다〉           | 6:23      |
| 6.  | 〈벌레〉                             | 4:03      |
| 7.  | 〈왼손잡이〉                         | 2:33      |
| 8.  | 〈태엽장치 돌고래〉                  | 4:50      |
| 9.  | 〈단도직입〉                         | 3:08      |
| 10. | 〈그 어릿광대의 세 아들들에 대하여〉 | 5:38      |
| 11. | 〈기다리다〉                         | 4:11      |
| 12. | 〈숨은 그림 찾기〉                   | 3:54      |
| 13. | 〈여행〉                             | 4:41      |
| 14. | 〈강〉                               | 4:34      |
| 15. | 〈다시 처음부터 다시〉               | 4:21      |
| 16. | 〈미안해〉                           | 4:38      |